# Michael Killisch-Horn
Michael Killisch von Horn (* 9. Juni 1940 in Berlin, Deutschland; † 16. Februar 2019 in Kitzbühel, Österreich) war ein österreichischer Politiker. Im österreichischen Parlament fungierte er unter dem Namen Michael Killisch-Horn als Abgeordneter zum Nationalrat. Im alpinen Skisport war er als Michael Horn besonders in seiner Funktion als Platzsprecher der Internationalen Hahnenkammrennen in Kitzbühel bzw. als „die Stimme des Hahnenkamms“ bekannt.

## Leben
Killisch von Horn, der im Berliner Stadtteil Wilmersdorf geboren wurde, kam bereits im ersten Lebensjahr nach Österreich. Hier absolvierte er auch die Pflichtschulen und legte im Jahr 1959 seine Matura ab. Anschließend studierte an der Universität Innsbruck Wirtschaftswissenschaft und graduierte 1965 zum Diplomvolkswirt. 1966 wurde er Direktor des Kitzbüheler Kurhauses und des Hallenbades „Aquarena“. Von 1972 bis 1986 war er Vorstands-Vorsitzender der Kur- und Moorbad Kitzbühel AG. 1986 wurde unter seiner Leitung die KUMAG mit der Bergbahn AG Kitzbühel fusioniert. Killisch von Horn blieb bis zu seiner Pensionierung im Jahr 2001 Kurhausdirektor. Er saß in der Fachgruppe der Bäder und Kuranstalten in der Tiroler Wirtschaftskammer. In dieser Funktion war er von 1996 bis 2001 Fachgruppenvorstand und in der Bundeswirtschaftskammer in Wien stellvertretender Fachgruppenvorstand.
Michael Killisch-Horn, der Parteimitglied der Österreichischen Volkspartei (ÖVP) war, wurde im Jahr 1974 Mitglied des Gemeinderats in Kitzbühel. Im selben Jahr erfolgte auch seine Wahl zum Ersten Vizebürgermeister der Tiroler Bezirkshauptstadt. Er blieb auch in der zweiten und dritten Wahlperiode Vizebürgermeister, legte jedoch 1987 nach seiner Wahl in den Nationalrat das Gemeindemandat nieder. Er war bis zu seinem Ausscheiden auch Sportreferent der Stadt, Vorsitzender der Stadtwerke Kitzbühel und vertrat die Gemeinde im Aufsichtsrat der Felbertauern (Straßen) AG (Lienz).
Im Dezember 1986 wurde er als Abgeordneter seiner Partei in den österreichischen Nationalrat gewählt, dem Killisch-Horn jedoch nur eine Legislaturperiode bis November 1990 angehörte. Er war während dieser Zeit Mitglied des Handels-, Bauten- und innenpolitischen Ausschusses und Tourismussprecher der ÖVP.
Im Jahr 1997 wurde er in seiner Heimatgemeinde zum Obmann des Tourismusverbandes gewählt, saß im Aufsichtsrat der Bergbahn AG Kitzbühel (BAG) und schaffte 1999 den Zusammenschluss der Tourismusverbände Kitzbühel - Reith i. T. - Aurach zu einer Einheit. 2001 legte er den TVB Obmann zurück.
Killisch von Horn gründete 1980 zusammen mit seiner Frau Christl die Kitzbüheler Gästezeitung SERVUS, die sie bis 2001 jährlich fünfmal mit einer Auflage von jeweils 13.000 Stück herausbrachten. 2001 verkauften sie SERVUS an die Kitzbüheler Anzeiger GmbH.
Killisch von Horn gehörte seit 1958 dem Organisationskomitee der Internationalen Hahnenkammrennen (HKR) an. Er war zunächst unter Josef Pepi Strabl stellvertretender Pressechef und von 1960 bis 1973 und von 1982 bis 1984 Pressechef des HKR. Bekannter wurde er als Platzsprecher der Hahnenkamm-Rennen von 1963 bis 2009. Er war auch Platzsprecher bei den Olympischen Spielen 1964 und 1976 in Innsbruck und bei den Alpinen Skiweltmeisterschaften 1982 in Schladming. Um „the spirit of the Hahnenkamm“ auch in die USA zu bringen, engagierten ihn zwischen 1980 und 1989 die Veranstalter der Ski-Weltcup-Rennen in Aspen, Vail und Heavenly Valley. Auch bei den australischen Weltcup-Rennen und Thredbow erklang seine Stimme über das Mikrophon. Der Kitzbüheler Ski Club (KSC) nahm ihn 2006 in den Weisenrat auf, dessen Vorsitzender er ab 2012 war.
Er starb nach kurzer, schwerer Krankheit am 16. Februar 2019.

## Auszeichnungen
- Kommerzialrat
- Ehrenzeichen des Landes Steiermark
- Ehrenkreuz des Landes Tirol
- Goldenes Ehrenzeichen für Verdienste um die Republik Österreich